# William Williams
William Willams, Pantycelyn, även kallad Willams Pantycelyn och Pantycelyn, född i Llanfair-ar-y-bryn i grevskapet Sir Gaerfyrddin (Carmarthenshire) i Wales 1717, död 11 januari 1791 är ansedd som Wales störste psalmdiktare. Han var också en av de ledande personerna under den metodistiska väckelserörelsen i Wales under 1800-talet tillsammans med Daniel Rowland och Howell Harris. Som poet och prosaförfattare anses han idag vara en av Wales största.

## Biografi
Williams växte upp i en ”nonkonformistisk” familj, vilket idag motsvarar ungefär frikyrklig. Hans avsikt var att bli läkare, men han ändrade sig efter en religiös omvändelse han hade efter att ha hört en predikan av Howell Harris i Talgarth 1737.
Han vigdes till diakon i Engelska kyrkan 1740 och utnämndes till ”curate”, ett slags biträdande diakon till Theophilus Evans i församlingarna i Llanwrtyd, Llanfihangel Abergwesyn och Llanddewi Abergwesyn i Powys. På grund av sitt metodistengagemang vägrades han prästvigning och han kom att ägna sig enbart åt metodismen. Han reste runt och predikade i landet och organiserade seiadau, lokala samfund för metodister, för dem som konverterade.
Liksom många andra walesare med vanliga namn fick han ett smeknamn eller bardnamn, nämligen "Pantycelyn" efter namnet på gården i församlingen Llanfair-ar-y-bryn där han bodde större delen av sitt liv. "Pantycelyn", eller "Pant-y-celyn" är ett vanligt walesiskt gårds- och ortnamn och betyder "järneksdalen".
Hans virtuositet som psalmdiktare gav honom även ett annat smeknamn "Y pêr ganiedydd" (den vackre sångaren).

## Psalmer
William Williams skrev några av sina arbeten på engelska, men majoriteten på sitt modersmål kymriska. Han publicerade sitt första arbete, första delen av psalmsamlingen ”Aleluia”, 1744. Denna följdes av fler samlingar: 
- Hosanna i Fab Dafydd (Hosianna Davids son), 1751
- Rhai hymnau a chaniadau duwiol (Några gudliga psalmer och sånger), 1759
- Caniadau y rhai sydd ar y môr o wydr (The songs of those on the crystal sea), 1762
- Ffarwel weledig, groesaw anweledig bethau (Farwell seen, and welcome unseen things), 1763
- Gloria in exelsis, 1771
- Ychydig hymnau (Några psalmer), 1774
- Rhai hymnau newyddion (Några nya psalmer), 1782

Han publicerade också två samlingar med psalmer på engelska:
- Hosannah to the son of David, 1759
- Gloria in exelsis, 1772

Hans troligen mest kända psalm är Arglwydd, arwain trwy'r anialwch, diktad 1774, (på svenska, Led o, Herre Gud allsmäktig, översatt till engelska med titeln  'Guide me, O Thou Great Jehovah), ofta framför till melodin till John Hughes' kända sång Cwm Rhondda.
I den amerikanska psalmboken The Church Hymn book 1872 är han representerad med två psalmer. Dels ovan nämnda Guide me, O Thou Great Jehovah (nr 913) samt
- O'er the gloomy hills of darkness (nr 1247) diktad 1772

### Psalmer i svenska psalmböcker/sångböcker
- Gud, ditt folk är vandringsfolket i Frälsningsarméns sångbok 1968 som nr 233 med inledningen Herre, du som vägen känner och 1986 års ekumeniska psalmbok som nr 298.
- Led o, Herre Gud allsmäktig i Metodistkyrkans psalmbok 1896 nr 86 och i Kristus vandrar bland oss än (psalmbok) 1965, nr 5, med titeln Bröd från himlen.

## Poesi
William Williams psalmer var inte det enda stora bidraget till den kalvinistiska metodismens succé. Han skrev två långa dikter med teologiska och religiösa teman. Golwg ar deyrnas Crist (En blick på Kristi rike), 1756, handlar om hela historien om frälsning och Guds nåd i Kristus. Bywyd a marwolaeth Theomemphus, 1764, behandlar den religiösa upplevelsen av förändring och kristligt leverne.
Han skrev också en rad elegier till minne av olika metodister och kristna ledare, bland andra Griffith Jones (Llanddowror), Howel Davies (Pembrokeshire), George Whitefield, och Daniel Rowland.

## Prosaverk
Williams skrev också egna prosaverk och översatte andra från engelska. De var mestadels avsedda att användas av medlemmarna i de metodistsamfund han grundade.
1762 publicerade han Llythyr Martha Philopur at y Parchedig Philo Evangelius eu hathro (Martha Philopurs brev till kyrkoherden Philo Evangelius, hennes lärare) som följdes av Atteb Philo-Evangelius i Martha Philopur (Philo-Evangelius svar till Martha Philopur) 1763.
Avsikten med dessa böcker var att försvara och lära ut betydelsen av 1762 års frälsningsrörelse i Llangeitho. Denna rörelse var mycket kraftfull och tog sig rent fysiska uttryck. Därav kom metodisterna i Wales ofta att kallas ”jumpers” (hoppare).
Verk som Doctor Nuptarum neu gyfarwyddwr priodas (Doctor Nupatrum eller äktenskapsrådgivaren), 1777 och Drws y society profiad (En introduktion till upplevelsemöten), 1777, skrevs som praktiska anvisningar för kristet liv till de omvända personer som var medlemmar i de sällskap han grundat.